# Тесноивичест мунго
Тесноивичест мунго (Mungotictis decemlineata, на малгашки наричан boky-boky (произнася се: [‘bu:ki-‘bu:ki]) е дребен хищен бозайник от семейство мадагаскарски мангустоподобни.

## Разпространение и подвидове
Представителите на вида живеят в сухи листопадни гори в югозападните части на остров Мадагаскар. Видът е разпространен в ивица земя, заемаща около 20 000 km² до Мозамбикския проток, заключена на север от река Цирибихина, на юг до река Фихеренана от океанското равнище до около 125 m. Голямата река Мангоки е естествена преграда за популациите от двете страни, които са обособени в отделни подвидове, както следва:
- Mungotictis decemlineata decemlineata – северен подвид;
- Mungotictis decemlineata lineata – южен подвид.

## Морфологични особености
Тесноивичестите мангусти са дребни с дължина на тялото от 25 до 35 cm, на опашката 23 – 27 cm и тегло 600 – 700 грама. Космената покривка е бежова с 8 – 10 тъмни надлъжни ивици на гърба и отстрани на тялото.

## Поведение
Представителите на вида са дневни, наземни горски обитатели обитаващи сухи листопадни гори. През нощта животните спят в естествени дупки в земята или дупки на паднали и хралупи на живи дървета. Тесноивичестите мангусти са социални животни, движещи се на групи от по 6 – 8 индивида. Могат да поделят едно дърво с тънкотелите лемури, без да си пречат или конкурират.

## Хранене
Тесноивичестите мангусти са основно насекомоядни животни. В менюто им обаче влизат и други безгръбначни и дребни гръбначни, включително гризачи, малки на птици и техните яйца, както и малките на сивия миши лемур.

## Размножаване
Периодът на размножаване продължава от декември до април, с основен пик февруари – март. Бременността продължава от 90 до 105 дни, като раждат по едно малко с тегло около 50 грама. Кърменето продължава около два месеца, а полова зрялост настъпва на около две години.

## Природозащитен статут
Видът е класифициран като уязвим, като заплахите за неговото оцеляване са свързани с обезлесяването и човешката намеса като добив на мед от диви горски пчели. Основен враг е домашното куче.